# Gran Premio motociclistico di Cecoslovacchia 1972
Il Gran Premio motociclistico di Cecoslovacchia fu il decimo appuntamento del motomondiale 1972.
Si svolse il 16 luglio 1972 sul Circuito di Brno, e corsero tutte le classi meno la 50.
Usuale vittoria per Giacomo Agostini in 500. "Ago" si dovette però ritirare in 350, lasciando vincere Jarno Saarinen, vittorioso anche in 250.
Seconda vittoria stagionale per Börje Jansson in 125, agevolato dal ritiro di Ángel Nieto per problemi meccanici.
Nei sidecar quarta vittoria stagionale per Klaus Enders, mentre il leader della classifica iridata Heinz Luthringshauser si ritirò a causa di un'uscita di pista che fu fatale al suo passeggero Hans-Jürgen Cusnik.

## Classe 500
30 piloti alla partenza, 18 al traguardo.

### Arrivati al traguardo
| Pos. | Pilota               | Moto        | Tempo        | Punti |
| ---- | -------------------- | ----------- | ------------ | ----- |
| 1    | Giacomo Agostini     | MV Agusta   | 1h 07' 47" 8 | 15    |
| 2    | Jack Findlay         | JADA-Suzuki | +2' 32" 9    | 12    |
| 3    | Bruno Kneubühler     | Yamaha      | +3' 02" 5    | 10    |
| 4    | Rodney Gould         | Yamaha      | +3' 58" 3    | 8     |
| 5    | Billie Nelson        | Yamaha      | +4' 58"      | 6     |
| 6    | Sven-Olof Gunnarsson | Kawasaki    | +5' 17"      | 5     |
| 7    | Bosse Granath        | Husqvarna   | +5' 18" 6    | 4     |
| 8    | Lothar John          | Yamaha      | +1 giro      | 3     |
| 9    | Seppo Kangasniemi    | Yamaha      | +1 giro      | 2     |
| 10   | Kurt-Ivan Carlsson   | Yamaha      | +1 giro      | 1     |

## Classe 350

### Arrivati al traguardo
| Pos | Pilota           | Moto      | Tempo     | Punti |
| --- | ---------------- | --------- | --------- | ----- |
| 1   | Jarno Saarinen   | Yamaha    | 57' 56" 2 | 15    |
| 2   | Renzo Pasolini   | Aermacchi | +1' 47" 6 | 12    |
| 3   | Dieter Braun     | Yamaha    | +2' 25" 1 | 10    |
| 4   | Bruno Kneubühler | Yamaha    | +2' 34" 4 | 8     |
| 5   | Werner Pfirter   | Yamaha    | +3' 23" 2 | 6     |
| 6   | Teuvo Länsivuori | Yamaha    | +3' 35" 2 | 5     |
| 7   | František Srna   | Jawa      | +4' 17" 2 | 4     |
| 8   | Silvio Grassetti | MZ        | +4' 18" 2 | 3     |
| 9   | John Dodds       | Yamaha    |           | 2     |
| 10  | Billie Nelson    | Yamaha    |           | 1     |

## Classe 250

### Arrivati al traguardo
| Pos | Pilota           | Moto      | Tempo     | Punti |
| --- | ---------------- | --------- | --------- | ----- |
| 1   | Jarno Saarinen   | Yamaha    | 48' 42" 3 | 15    |
| 2   | Renzo Pasolini   | Aermacchi | +41" 5    | 12    |
| 3   | Phil Read        | Yamaha    | +54" 3    | 10    |
| 4   | Rodney Gould     | Yamaha    | +1' 21"   | 8     |
| 5   | Silvio Grassetti | MZ        | +1' 21" 6 | 6     |
| 6   | Börje Jansson    | Yamaha    | +1' 28" 1 | 5     |
| 7   | John Dodds       | Yamaha    | +1' 28" 5 | 4     |
| 8   | Teuvo Länsivuori | Yamaha    | +1' 42" 5 | 3     |
| 9   | Werner Pfirter   | Yamaha    | +1' 46" 2 | 2     |
| 10  | Kent Andersson   | Yamaha    | +1' 46" 5 | 1     |
| 11  | Marcel Ankoné    | Yamsel    | +2' 10" 8 |       |
| 12  | János Drapál     | Yamaha    | +2' 39" 6 |       |
| 13  | Fosco Giansanti  | Yamaha    | +2' 53" 9 |       |

## Classe 125

### Arrivati al traguardo
| Pos | Pilota         | Moto       | Tempo     | Punti |
| --- | -------------- | ---------- | --------- | ----- |
| 1   | Börje Jansson  | Maico      | 47' 24" 6 | 15    |
| 2   | Chas Mortimer  | Yamaha     | +54" 2    | 12    |
| 3   | Kent Andersson | Yamaha     | +59" 1    | 10    |
| 4   | Gert Bender    | Maico      | +1' 35" 2 | 8     |
| 5   | Dieter Braun   | Maico      | +2' 29" 9 | 6     |
| 6   | Paolo Isnardi  | Morbidelli | +3' 33" 7 | 5     |
| 7   | Lothar John    | Yamaha     | +3' 46" 6 | 4     |
| 8   | Bernd Köhler   | MZ         |           | 3     |
| 9   | Aramis Brito   | MZ         |           | 2     |
| 10  | Antonio García | MZ         |           | 1     |

## Classe sidecar

### Arrivati al traguardo
| Pos | Pilota            | Passeggero       | Moto      | Tempo     | Punti |
| --- | ----------------- | ---------------- | --------- | --------- | ----- |
| 1   | Klaus Enders      | Ralf Engelhardt  | Busch-BMW | 46' 40" 1 | 15    |
| 2   | Chris Vincent     | Michael Casey    | Münch-URS | +1' 13" 8 | 12    |
| 3   | Richard Wegener   | Adi Heinrichs    | BMW       |           | 10    |
| 4   | Siegfried Schauzu | Wolfgang Kalauch | BMW       |           | 8     |
| 5   | Karl Venus        | Rainer Gundel    | BMW       |           | 6     |
| 6   | Hermann Binding   | Helmut Fleck     | BMW       |           | 5     |
| 7   | Gustav Pape       | Franz Kallenberg | BMW       |           | 4     |
| 8   | Michel Vanneste   | Serge Vanneste   | BMW       |           | 3     |
| 9   | Egon Schons       | Karl Lauterbach  | BMW       |           | 2     |
| 10  | Gerhard Müller    | Harry Hoffmann   | BMW       |           | 1     |